# Tōkaidō (región)
Tōkaidō (東海道?) era originalmente una región geográfica en Japón integrante del sistema Gokishichidō. Estaba situada en la orilla sureste de Honshū y su nombre significa literalmente «Camino al Mar del Este».
El término también se refiere a una serie de caminos que conectaban las capitales (国府 kokufu) de cada provincia que integraba la región. Las antiguas quince provincias que componían la región eran:
- Provincia de Iga
- Provincia de Ise
- Provincia de Shima
- Provincia de Owari
- Provincia de Mikawa
- Provincia de Tōtōmi
- Provincia de Suruga
- Provincia de Kai
- Provincia de Izu
- Provincia de Sagami
- Provincia de Musashi
- Provincia de Awa
- Provincia de Kazusa
- Provincia de Shimousa
- Provincia de Hitachi